# VROM-gebouw
Het VROM-gebouw is het gebouw aan de Rijnstraat 8 in Den Haag, in 1992 gebouwd voor het toenmalige ministerie van Volkshuisvesting, Ruimtelijke Ordening en Milieubeheer (VROM) als onderdeel van het Masterplan kantoorhuisvesting Den Haag. Het gebouw, gevestigd naast station Den Haag Centraal is ontworpen door architect Jan Hoogstad. 

## Kenmerken
Het is een opvallend gebouw met aan beide zijden vier enorme serres. De kantoorruimtes voor de ambtenaren die er werken zijn eerder klein te noemen. De restaurants zijn bewust laag gehouden, zodat de ambtenaren er niet te lang blijven. Bij de bouw is gestreefd naar milieuvriendelijkheid en duurzaamheid, zonder gevaarlijke isolatiematerialen en met energiebesparende verlichting. Enkele van de serres zijn voorzien van binnentuinen, en ook het dakterras is beplant met diverse tropische bomen en heesters. Het dak kan afhankelijk van de weersomstandigheden geopend of gesloten zijn.
Het gebouw is 60 meter hoog en telt 16 verdiepingen. De omvang van het bouwkavel was 75 bij 150 meter. Het bruto vloeroppervlak (inclusief parkeerkelder) bedraagt 99.000 vierkante meter; daarvan is 30.000 vierkante meter in gebruik als kantoor. De bruto-inhoud bedraagt 535.000 kubieke meter, waarvan 225.000 kubieke meter serres. De kosten bedroegen omgerekend 157 miljoen euro.

## Locatie
Op de plaats waar het gebouw moest komen, lag een verhoogd tramspoor richting het Centraal station en het gebouw is met een ruime uitsparing over dit spoor heen gebouwd. Er is een brede voetgangersstraat die de stationsuitgang aan de Rijnstraat verbindt met de verkeersvrije looproute naar het centrum van Den Haag.

## Verbouwing en gebruikers

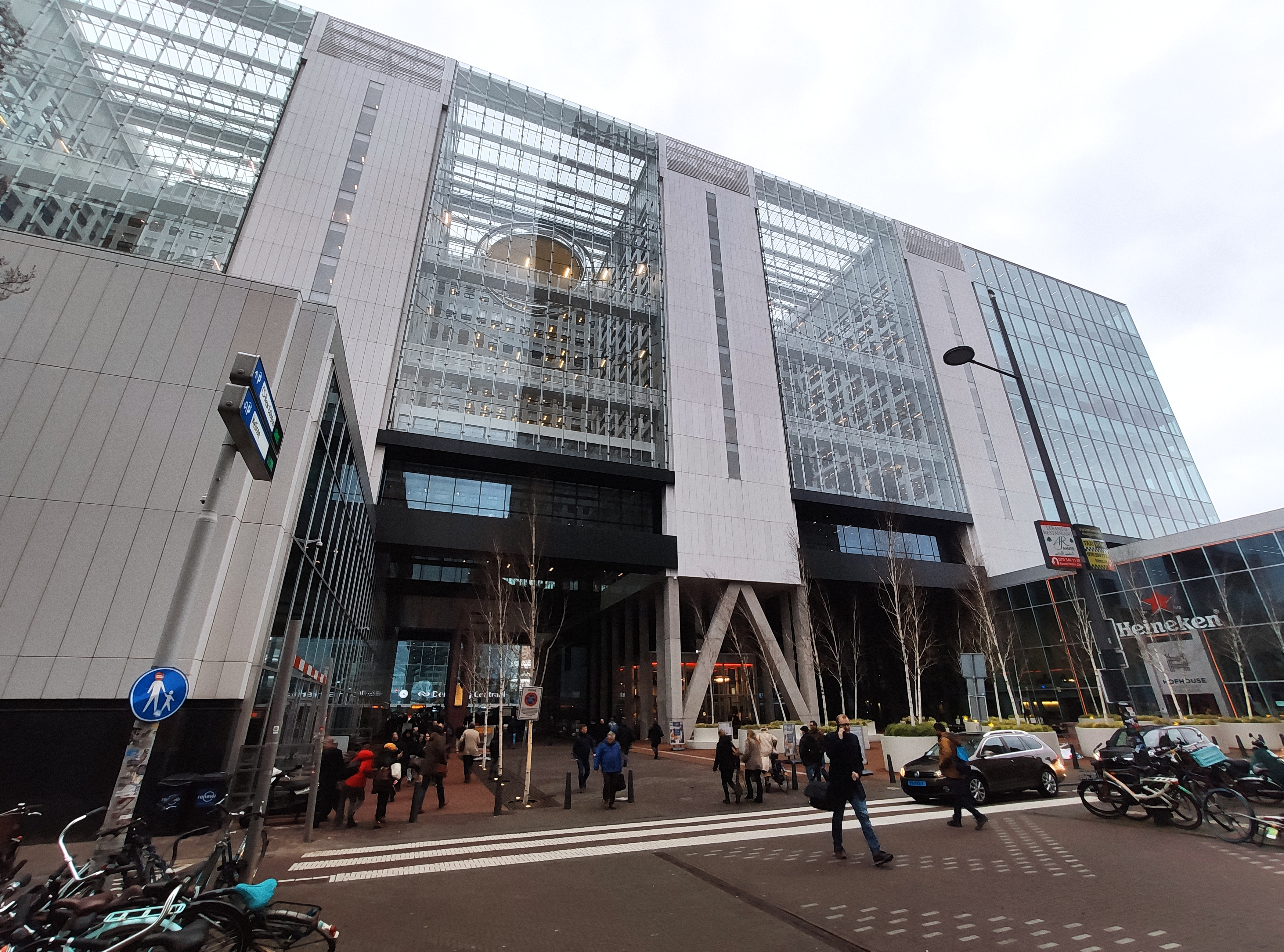
Het VROM-gebouw na de verbouwing

Begin 2009 is besloten tot vernieuwing van het gebouw met de bedoeling het geschikt te maken voor verschillende ministeries en diensten van de rijksoverheid. Hierbij zijn de kenmerkende rood-zwarte elementen uit het gevelbeeld verdwenen en is aan de zijde van het Prins Bernhardviaduct een vleugel bijgebouwd. Het ontwerp was van OMA. Sinds juli 2017 zijn hier gevestigd: de ministeries van Buitenlandse Zaken (BZ) en Infrastructuur en Waterstaat (IenW), het hoofdkantoor en loket van de Immigratie- en Naturalisatiedienst (IND), het Centraal Orgaan opvang asielzoekers (COA) en de Dienst Terugkeer & Vertrek (DT&V).